# 森田智己
森田智己（1984年8月22日—）是一位日本游泳運動員，曾在2004年夏季奧林匹克運動會獲得男子100米仰泳與男子4×100公尺混合泳銅牌，並多次打破日本記錄。

## 生平
森田智己出生在宮城縣黒川郡富谷町，畢業於東北高等學校及日本大学經濟學系。他在2008年夏季奧林匹克運動會男子100米仰泳準決賽遭到淘汰，並在奧林匹克運動會結束後退休。

## 外部連結
- 日本オリンピック委員会 - 森田智巳（アテネ大会） （页面存档备份，存于） （日語）
- 日本オリンピック委員会 - 森田智巳（北京大会） （页面存档备份，存于） （日語）
- 日本オリンピアンズ協会 OAJインタビュー 鈴木大地さん&森田智巳さん （页面存档备份，存于） （日語）